# Armen Nasarjan (Ringer)
Armen Ljudwigowitsch Nasarjan (bulgarisch Армен Людвигович Назарян, armenisch Արմեն Լյուդվիգի Նազարյան, Armen Ljudwigi Nasarjan; * 9. März 1974 in Masis, Armenische SSR, Sowjetunion) ist ein zunächst armenischer, später bulgarischer Ringer und zweifacher Olympiasieger. Nasarjan startet seit 1997 für Bulgarien im griechisch-römischen Stil in der Klasse bis 58 kg (seit 2002 60 kg).
Bereits Anfang der 1990er feierte er als Espoir seine ersten Erfolge. 1993 wurde er in Athen Weltmeister, 1994 in Istanbul Europameister.
Neunzehnjährig startete Nasarian 1993 erstmals bei den Weltmeisterschaften der Senioren in Stockholm. Hinter Raúl Martínez Alemán aus Kuba belegte er den zweiten Platz.
In seiner langen Karriere nahm Nasarjan an bisher drei Olympiaden teil, bei denen er 1996 und 2000 die Goldmedaille gewinnen konnte. 2004 gewann er die Bronzemedaille. Damit hat Nasarjan sowohl für Armenien als auch für Bulgarien eine Goldmedaille bei Olympischen Spielen gewinnen können. Zu diesen Erfolgen kommen drei Weltmeistertitel und fünf Europameisterschaften, die er für sich entscheiden konnte. Nasarjan ist seit September 2005 Mitglied der FILA International Wrestling Hall of Fame.
Zu seinen häufigsten und stärksten Gegner gehören und gehörten der Deutsche Alfred Ter-Mkrtchyan, Wilajte Agajew aus Aserbaidschan, Bünyamin Emik aus der Türkei, der Kasache Juri Melnitschenko und der Armenier Karen Mnazakanjan sowie der Japaner Makoto Sasamoto.
Sein Sohn Edmond ist ebenfalls Ringer.

## Erfolge

### Als Espoir
- 1992, 3. Platz, EM der Espoirs in Székesfehérvár, GR, bis 52 kg, hinter Magomed Magomedow, Russland und Aljaksandr Paulau, Belarus
- 1993, 1. Platz, WM der Espoirs in Athen, GR, bis 52 kg, vor Brandon Paulson, USA und Boris Srulevich, Israel
- 1994, 1. Platz, EM der Espoirs in Istanbul, GR, bis 52 kg, vor Ercan Yıldız, Türkei und Oleg Nemtschenko, Russland

### Als Senior
- 1993, 2. Platz, WM in Stockholm, GR, bis 52 kg, hinter Raúl Martínez Alemán, Kuba und vor Alfred Ter-Mkrtchyan, Deutschland
- 1994, 1. Platz, EM in Athen, GR, bis 52 kg, vor Farhat Mageramow, Belarus und Alfred Ter-Mkrtchyan
- 1994, 15. Platz, WM in Tampere, GR, bis 52 kg, Sieger: Alfred Ter-Mkrtchyan vor Natig Aiwasow, Aserbaidschan
- 1995, 1. Platz, EM in Besançon, GR, bis 52 kg, vor Alfred Ter-Mkrtchyan und Andrij Kalaschnykow, Ukraine
- 1995, 2. Platz, WM in Prag, GR, bis 52 kg, hinter Samuel Danieljan, Russland und vor Alfred Ter-Mkrtchyan
- 1996, 2. Platz, EM in Athen, GR, bis 52 kg, hinter Andrij Kalaschnykow und vor Alfred Ter-Mkrtchyan
- 1996, Goldmedaille, OS in Atlanta, GR, bis 52 kg, nach Siegen über Andrij Kalaschnykow, Ha Tae-yeon, Südkorea, Samuel Danieljan, Lazaro Rivas Scull, Kuba und Brandon Paulson, USA

Seit 1997 für Bulgarien startend:
- 1997, 3. Platz, WM in Breslau, GR, bis 58 kg, nach Niederlagen gegen Victor Capacho, Kolumbien und Juri Melnitschenko, Kasachstan und Siegen über Park Chi-ho, Südkorea, Koba Guliaschwili, Georgien, Ruslan Chakimow, Ukraine, Dennis Hall, USA und Wilajet Agajew, Aserbaidschan
- 1998, 1. Platz, EM in Minsk, GR, bis 58 kg, nach Siegen über Wilajet Agajew, István Majoros, Ungarn, Alfred Ter-Mkrtchyan und Rafik Simonjan, Russland
- 1998, 3. Platz, WM in Gävle, GR, bis 58 kg, nach einer Niederlage gegen Juri Melnitschenko und Siegen über David Maia Braga Dacosta, Portugal, Peter Stjernberg, Schweden, Aigars Jansons, Lettland, Igor Petrenko, Belarus, Schamseddin Chudaiberdiew, Usbekistan, Rafik Simonjan und Juri Melnitschenko
- 1999, 1. Platz, EM in Sofia, GR, bis 58 kg, nach Siegen über Istvan Majoros, Koba Guliaschwili, Ergüder Bekisdamat, Türkei und Waleri Nikonorow, Russland
- 1999, 3. Platz, WM in Athen, GR, bis 58 kg, nach Siegen über Uludamirbek Asilbekow, Kirgisistan, Dennis Hall, Wilajet Agajew und Istvan Majoros und zwei Siege über Igor Petrenko und eine Niederlage gegen Juri Melnitschenko
- 2000, 2. Platz, EM in Moskau, GR, bis 58 kg, hinter Istvan Majoros und vor Rıfat Yıldız, Deutschland und Norbert Futo, Jugoslawien
- 2000, Goldmedaille, OS in Sydney, GR, bis 58 kg, nach Siegen über Makoto Sasamoto, Japan, Brett Cash, Australien, Nepes Gukulow, Turkmenistan, Rifat Yildiz und Kim In-sub, Südkorea
- 2001, 4. Platz, WM in Patras, GR, bis 58 kg, nach Siegen über Alfred Ter-Mkrtchyan, Irakli Tschotschua, Georgien, Istvan Majoros und Makoto Sasamoto und Niederlagen gegen Karen Mnazakanjan, Armenien und Roberto Monzon Gonzalez, Kuba
- 2002, 1. Platz, EM in Seinäjoki, GR, bis 60 kg, nach Siegen über Thomas Kathan, Österreich, Henrik Stahl, Schweden, Natig Aiwasow, Karen Mnatsakanjan und Rustem Mambetow, Russland
- 2002, 1. Platz, WM in Moskau, GR, bis 60 kg, nach Siegen über Christos Gikas, Griechenland, Dowletberdi Mamedow, Turkmenistan, Bahman Tayebi-Kermani, Iran, James Gruenwald, USA, Oleksandr Chwoschtsch, Ukraine und Włodzimierz Zawadzki, Polen
- 2003, 1. Platz, EM in Belgrad, GR, bis 60 kg, nach Siegen über Bünyamin Emik, Türkei, Ion Gaimer, Mazedonien, Karen Mnatsakanjan, Aljaksandr Sliwinski, Belarus und Suren Geworkian, Ukraine
- 2003, 1. Platz, WM in Créteil, GR, bis 60 kg, nach Siegen über Dowletberdi Mamedow, Aleksander Zerzwadse, Australien, Jarkko Ala-Huikku, Finnland, Akaki Chachua, Georgien, James Gruenwald und Roberto Monzon Gonzalez
- 2004, Bronzemedaille, OS in Athen, GR, bis 60 kg, nach Siegen über Ashraf El-Gharably, Ägypten, Makoto Sasamoto und Alexei Schewzow, Russland und Niederlagen gegen Olxandr Tschwoschtsch und Jung Ji-hyun, Südkorea
- 2005, 1. Platz, WM in Budapest, GR, bis 60 kg, nach Siegen über Edgaras Venckaitis, Litauen, Laszlo Kliment, Ungarn, Dilshod Aripov, Usbekistan, Petr Švehla, Tschechien und Ali Ashkani Agboloag, Iran
- 2006, 22. Platz, WM in Guangzhou, GR, bis 60 kg, nach einer Niederlage gegen Bünyamin Emik
- 2008, 2. Platz, EM in Tampere, GR, bis 60 kg, nach Siegen über Alberto Martinez, Spanien, Davor Štefanek, Serbien und Aslan Abdullin, Russland und eine Niederlage gegen Jarkko Ala-Huikku
- 2008, 7. Platz, OS in Peking, GR, bis 60 kg, nach Siegen über Dawit Bedinadse, Georgien und Makoto Sasamoto und Niederlagen gegen Vitali Rəhimov, Aserbaidschan und Jiang Sheng, Volksrepublik China

### Weitere Resultate
Nasarjan wurde 1995 Sieger bei den Militär-Weltspielen in der Klasse bis 57 kg. Bei einem von der FILA 1998 veranstalteten Testturnier in Nikea wurde er nach Siegen über Nikos Tsagarakis aus Griechenland und Alfred Ter-Mkrtchyan und Niederlagen gegen Igor Petrenko und Sinan Hanli aus Deutschland fünfter.